# Ashlyn Gere
Ashlyn Gere   (Marine Corps Air Station Cherry Point, 14 de setembre de 1967) és una actriu nord-americana especialment coneguda per rodar pel·lícules porno. Va desenvolupar principalment la seva carrera a principis dels anys 90. Forma part dels Salons de la fama AVN i XRCO. Va participar també en pel·lícules convencionals i en sèries de televisió com ara Space: Above and Beyond.

## Biografia
Després de concloure els seus estudis de secundària, ingressa a la Universitat de Nevada a Las Vegas on es llicencia en Arts escèniques i Comunicacions. És descoberta per un fotògraf de Penthouse, Steven Hicks, i poc després es converteix en actriu de cinema X, però, contràriament a moltes de les seves companyes de professió, Ashlyn Gere sí que va saber compatibilitzar els seus treballs en el porno amb actuacions en el cinema i la televisió.

### Carrera com a actriu
En la dècada del 80 actua en diverses pel·lícules de sèrie B com Creepozoids (1987), en la qual interpreta a "Kate". L'any 1990 debuta en el porno. Ràpidament es fa famosa per rodar atlètiques escenes sexuals. Entre les seves primeres pel·lícules es poden destacar : House of dreams (1990), Bad (1990), Chameleons (1992), el remake porno de Bonnie And Clyde (1993) o Dirty Looks (1994). Roda la seva primera escena de sexe anal en Realities al costat de l'actor Tom Byron. Entre 1990 i 1994 l'actriu viu la seva època de major esplendor en la indústria del cinema per a adults. Posteriorment decideix centrar-se en la seva carrera com a actriu convencional alhora que exerceix de ballarina de striptease formant parella amb la ballarina Victoria Paris. D'aquesta forma, i sense abandonar del tot la seva carrera com a actriu pornogràfica, comença fent de doble de cos en les pel·lícules Instint bàsic (1992) i Proposició indecent (1993). Entre 1995 i 1996 protagonitza la sèrie de televisió Space: Above and Beyond usant el nom de Kimberly Patton. Amb aquest mateix nom apareix en les sèries Silk Stalkings i Millennium (una sèrie del creador de The X-Files). L'any 1997 torna de nou al porno per rodar pel·lícules com: Decadence (1997), House of Whores (1999), Faith Betrayed (1999) o Crime & Passion (2002). L'any 2001 torna al cinema convencional usant novament el nom de Kimberly Patton. Roda així : Willard, el remake de la pel·lícula de terror del mateix nom que fou estrenada l'any 1971.

### Vida personal
Des de 1988 aquesta casada amb Layne Parker i tenen un fill en comú. Resideixen a Texas on ella treballa com a agent immobiliària. És una fan del Futbol americà. El seu equip favorit són els Dallas Cowboys.

## Premis
AVN
- 1993 AVN Millor actriu de pel·lícula – Chameleons[1]
- 1993 AVN Millor actriu de video – Two Women[1]
- 1993 AVN Millor escena de sexe amb noies – Chameleons (amb Diedre Holland)[1]
- 1993 AVN Millor escena de grup – Realities 2 (amb Marc Wallice i TT Boy)[1]
- 1993 AVN Intèrpret femenina de l'any[1]
- 1995 AVN Millor actriu de pel·lícula – The Masseuse 2[1]
- 1995 AVN Millor actriu de video – Bodi & Soul[1]
- 1995 AVN Millor parella en escena de sexe – Bodi & Soul (amb Mike Horner)[1]
- AVN Saló de la fama[2]

F.O.X
- 1992 F.O.X.I Actriu favorita per als fans[3]
- 1993 F.O.X.I Actriu favorita per als fans[3]
- 1994 F.O.X.I Actriu favorita per als fans[3]

XRCO
- 1992 XRCO Millor actriu - Chameleons: Not The Sequel[4]
- 1992 XRCO Millor parella en escena de sexe - Chameleons: Not The Sequel (amb Rocco Siffredi)[4]
- 1992 XRCO Millor escena de sexe amb noies - Chameleons: Not The Sequel (amb Deidre Holland)[4]
- 1992 XRCO Intèrpret femenina de l'any[4]
- XRCO Saló de la fama[4]